# Nam-Thai-Partei
Die Nam-Thai-Partei (Thai: พรรคนำไทย – „Partei der dynamischen Thai“ oder „Thailands führende Partei“) war eine Partei in Thailand, die von 1994 bis 1997 bestand.
Die Partei wurde im Juli 1994 auf Initiative von Amnuay Virawan (นายอำนวย วีรวรรณ) gegründet, der kurz zuvor aus der Partei der Neuen Hoffnung ausgetreten war und auch sein Amt als stellvertretender Premierminister unter Chuan Leekpai aufgegeben hatte. Amnuay verfolgte mit der Gründung der Partei das Ziel, Thailand zu modernisieren. Dazu brachte er eine Gruppe von Kandidaten zusammen, die Erfahrung in Wirtschaft, Verwaltung und Wissenschaft besaßen. Prominente Mitglieder waren der Verkehrsminister Vinai Sompong und Außenminister Prasong Soonsiri, die ebenfalls die Regierung verließen und aus der Palang-Dharma-Partei übertraten. Die Nam-Thai-Partei wurde zudem von dem parteilosen früheren Premierminister Anand Panyarachun unterstützt.
In den Wahlen im Juli 1995 erreichte die Nam-Thai-Partei mit 6,3 % der Stimmen 18 Sitze im 319 Sitze umfassenden Parlament des Landes. Sie wurde in die sieben Parteien umfassende Koalition von Premierminister Banharn Silpa-archa aufgenommen. Mit Amnuay Virawan stellte die Partei einen stellvertretenden Ministerpräsidenten (mit Verantwortung für internationale Wirtschaftsbeziehungen), mit Kasem S. Kasemsri den Außenminister, mit Sorachai Montrivat den stellvertretenden Innenminister und mit Amnuay Yossuk den stellvertretenden Handelsminister.
Nam Thai konnte in der Hauptstadt Bangkok nicht reüssieren, war dagegen in ländlichen Gebieten, wie dem Nordosten des Landes (v. a. Provinz Khon Kaen) und dem zentralthailändischen Becken, erfolgreicher. Bei der vorgezogenen Neuwahl 1996 konnte sie keinen Sitz mehr erringen. 1997 löste sie sich auf.
Sukhumbhand Paribatra, der später zur Demokratischen Partei wechselte und 2005 Gouverneur von Bangkok wurde, begann seine politische Karriere bei der Nam-Thai-Partei.